# Жилищная облигация с ипотечным покрытием
Жилищная облигация с ипотечным покрытием — разновидность ипотечной облигации. В состав ипотечного покрытия входят права требования, обеспеченные залогом жилых помещений.

## Описание
Жилищная облигация с ипотечным покрытием это один из четырех типов ценных бумаг, выпуск которых предусмотрен на начало 2006 года.
Жилищная облигация с ипотечным покрытием — это разновидность облигации с ипотечным покрытием. Одна из ее особенностей состоит в том, что в состав ипотечного покрытия входят только права требования, обеспеченные залогом жилых помещений.
Если обязательства по жилищным облигациям с ипотечным покрытием разных выпусков размещаются в рамках одной программы жилищных облигаций с ипотечным покрытием, то исполнение этих обязательств может обеспечиваться залогом одного ипотечного покрытия. Также все может обеспечиваться залогом разных ипотечных покрытий, если такое предусмотрено программой.
Ипотечный агент для государственной регистрации программы жилищных облигаций с ипотечным покрытием, должен предоставить копию протокола общего собрания акционеров ипотечного агента. Во время такого собрания принимается решение о передаче полномочий единоличного исполнительного органа ипотечного агента коммерческой организации. Также нужна копия договора, который заключается между коммерческой организацией и ипотечным агентом, в котором обозначена передача полномочий единоличного исполнительного органа ипотечного агента. Также понадобится копия договора, который заключается между специализированной организацией и ипотечным агентом. На основании такого договора специализированная организация занимается ведением бухгалтерского учета ипотечного агента.
Размер, состав и структура ипотечного покрытия указываются в условиях выпуска этих облигаций в рамках программы жилищных облигаций с ипотечным покрытием по состоянию на дату их утверждения уполномоченным органом управления эмитента таких облигаций.